# Acido metasilicico
L'acido metasilicico è un composto chimico di formula molecolare H2SiO3.
A pressione atmosferica e a temperatura ambiente l'acido silicico si trova allo stato solido, poco solubile in acqua.
La sua concentrazione negli oceani è regolata dalle diatomee, in quanto principale componente dei loro gusci.
Trova impiego in cromatografia e nel processo di chiarificazione di vino e succhi di frutta.
Fa parte della classe di composti chimici chiamati con il nome di acido silicico.

## Sintesi
Una piccola quantità di acido metasilicico può essere prodotta in laboratorio facendo reagire del silicato di sodio (Na2SiO3) con acido cloridrico (HCl). La reazione produce acido metasilicico e cloruro di sodio (NaCl) secondo la reazione:
{\displaystyle {\ce {Na2SiO3 + 2HCl -> H2SiO3 + 2NaCl}}}
Il cloruro di sodio è solubile (340 g/L in acqua), l'acido metasilicico no e può essere ottenuto per separazione sfruttando appunto la sua insolubilità.